# 王弼 (明)
王 弼（おう ひつ、至順3年（1332年）- 洪武27年12月2日（1394年12月24日））は、元末から明初の軍人。臨淮（現在の江蘇省盱眙県）の人。朱元璋に仕えて、明建国の功臣となった。

## 生涯
| 姓名         | 王弼                                             |
| 時代         | 元代 - 明代                                      |
| 生没年       | 1332年（至順3年） - 1394年（洪武27年）           |
| 字・別名     | 双刀王（別名）                                   |
| 本貫・出身地 | 臨淮                                             |
| 職官         | 元帥→驍騎右衛親軍指揮使→大都督府僉事、世襲指揮使 |
| 爵位         | 定遠侯（明）                                     |
| 諡号         | -                                                |
| 陣営・所属   | 独立勢力→朱元璋                                  |
| 家族・一族   | 子:王徳、王政、楚王妃、他3人                     |

祖先は定遠に住んでいたが、後に臨淮に移り住んだ。双刀の使い手で、『双刀王』のあだ名で呼ばれた。
元末の争乱時、当初は三台山に篭って自衛軍を結成していた。年が明けてから、朱元璋に帰順した。朱元璋は王弼の才を知り、彼を宿衛の守りに就かせた。張士誠軍を湖州で破り、池州・石埭を攻略した。婺源を攻め、守将の鉄木児不花を斬って城を取り、捕虜3千を得た。この功で元帥に進んだ。蘭渓・金華・諸曁を攻略した。池州を救援し、太平を回復した。
至正23年（1363年）、鄱陽湖の戦いに参加し、陳友諒軍を破る。武昌攻略に参加し、転戦して廬州を攻略する。安豊を抜き、襄陽・安陸を攻略した。淮東・旧館を攻略し、張士誠の将の朱暹を降して湖州を攻略する。驍騎右衛親軍指揮使に進んだ。平江を攻め、王弼軍は盤門に配置された。張士誠軍が西門から出撃し、常遇春軍を敗走させた。常遇春は北濠に兵を割き、さらに兵を割いて戦った。張士誠軍が死力を尽くし、戦いは激戦となった。常遇春は王弼の肘をつついて「軍中の将は皆、優れているが、君の腕でこの窮地を脱することができるか？」と言った。王弼は「できる」と答えた。王弼は双刀を奮って、多くの敵兵を討った。敵軍は少なくなかったが、常遇春軍は王弼の奮戦に続き、ついに張士誠軍を大破した。人馬の多くが溺死し、張士誠自身も水中に落ち、救われて入城するほどだった。これ以後、張士誠軍は出撃することはなかった。張士誠滅亡後、厚い褒賞を賜った。
洪武元年（1368年）、北伐に参加し、山東・河南・河北を攻略し、元の首都の大都を攻略した。山西を攻略し、ココ・テムルを敗走させた。自ら渡河し、陝西を攻略した。
洪武3年（1370年）、大都督府僉事・世襲指揮使となった。
洪武9年（1376年）正月、湯和・傅友徳・藍玉・丁玉と共に延安の守備にあたった。
洪武11年（1378年）11月、沐英に従ってトルファンに遠征した。朶甘の諸酋及び洮州十八族を降し、多数の敵兵を討ち、捕らえた。定遠侯に封ぜられ、食禄2千石を賜った。
洪武14年（1381年）、傅友徳に従って、雲南に遠征した。大理に至り、段世が守る龍尾関を攻めた。趨上関から攻め、沐英軍と挟撃して龍尾関を攻略し、段世を捕らえた。鶴慶・麗江の諸郡をことごとく平定した。5百石を加えられた。
洪武15年（1382年）、曹震と共に威楚路を降した。
洪武20年（1387年）、副将軍として馮勝の北伐軍に従い、ナガチュを降した。
洪武21年（1388年）3月、副将軍として、藍玉の北伐軍に従った。大寧を出て、慶州に至った。調べにより、大ハーンのトグス・テムルはブイル湖（捕魚児海）にいることが分かった。間道を通って、百眼井に至った。しかし、敵軍に遭遇しなかったため、藍玉は撤退を考えた。王弼は「我らは10万余の軍勢を率い、漠北深く侵入している。にもかかわらず、成果なく撤退するのは、我らの使命を覆すほどの理由があるのか？」と諌めたため、藍玉は思いとどまった。進軍してブイル湖に至った。王弼は先鋒となって進軍した。大風の中の行軍により、敵軍に気付かれることはなかった。そして奇襲をかけ、敵軍は大いに驚き、大勝を収めた。北元の太尉の蛮子を討ち、多数の敵兵が降伏した。トグス・テムルは敗走し、多くの輜重を得た。
洪武22年（1389年）12月、山西・河南・陝西にて練兵を行った。
洪武23年（1390年）、詔により、郷里へと帰還した。
洪武24年（1391年）、傅友徳に従い、副将として郭英と共に北平の守備にあたった。
洪武25年（1392年）、馮勝・傅友徳と共に山西・河南にて練兵を行った。
洪武26年（1393年）2月、応天府に召還される。
洪武27年（1394年）12月、賜死を命じられて亡くなった。これに伴い、爵位も除かれた。